# Време за приключения
„Време за приключения“ (на английски: Adventure Time) е американски анимационен сериал, създаден от Пендълтън Уорд. Фокусира се върху 13-годишното момче Фин и кучето с магически сили Джейк. Сериалът е базиран на едноименното филмче от поредицата на Никелодеон Random! Cartoons (на български: Произволни! Анимационни Филми). След като филмчето става Интернет хит, Cartoon Network му дава зелена светлина през 2009 г. и на 5 април 2010 г. дебютира по Cartoon Network (САЩ), един от най-популярните сериали по Cartoon Network в САЩ, както и по българската версия. Получава две номинации за награди Ани. В (САЩ) финалът е през 2018.

## Герои
Внимание:  Текстът по-долу разкрива сюжета на произведението (или части от него)!
| Герой                           | Описание |
| ------------------------------- | --- |
| Човекът Фин                     | 13-годишно (в началото 12-годишно, а по-късно 14, 15 и 16-годишно) (В епизода Седемнайсет (на английски: Seventeen) Фин става на 17) момче, което обича да приключенства и да помага на жителите в земята Ooo. Предполага се, че Фин е един от последните хора след опустошителната ядрена война. През 8 сезон в мини-сериите „Острови“е разкрито, че има и други хора, които са се преселили на няколко острова в търсене на безопасно място за живеене. Според създателите всички островитяни имат известни мутации, дори и Фин вероятно е мутирал в някаква степен. Фин е отгледан от родителите на кучето Джейк, но после той открива биологичния си баща - Мартин Мъртенс. По време на поредицата „Острови“ Сюзан връща спомените си и отвежда Фин и Джейк на един от островите, на които според нея се намира майка му - Минерва. Впоследствие се оказва, че Минерва се е затворила в капсула и е прехвърлила познанията си в чипове, които е поставила в роботи - нейни клонинги. За това когато Фин среща един от клонингите тя се отнася към него като най-обикновен островитянин, който се нуждае от помощ. В пилотния епизод героят се казва Пен като създателя, но в сериала е преименуван на Фин. Пада си по принцеса Дъвколина Сладкодъвка, но когато тя му разбива сърцето, той се влюбва в принцеса Огън, но после се разделят. Фин губи ръката си при последната битка с Лич (чистото зло, чиято цел е да унищожи живота в цялата вселена и отвъд нея), но на нейно място израства цвете. По-късно цветето се превръща в дърво, то се разпуква и на негово място се появява нова ръка, но с бодил на нея (от този бодил излиза Тревния меч). В края на сезон 8 при втория контакт между Тревния меч и Фин-меча, ръката на Фин (която е била самия Тревен меч) се отделя от тялото му и двата меча се обединяват, превръщайки се в тревно същество (което по-късно ще се превърне във Филиз/Ферн тревният клонинг-близнак на Фин). След това Принцеса Сладкодъвка му дава нова, бионична ръка (с 3, а не с 5 пръста). В епизода „3 кофи“ се оказва че ръката има дигитален гид за употреба направен от принцесата, като микрофон и много различни функции като вентилатор, скалоразбивач и косачка (с която „убива“ Филиз). По време на 8-те сезона Фин използва 6 меча. Първият меч на Фин е златен с черна дръжка. Бива унищожен след като се превръща в 4-измерен меч. Вторият му меч е най-обикновен с червена дръжка наподобяваща увивно растение. Този меч Фин използва като временен. Третият му меч е меча на бащата на Джейк (Джошуа) от демонска кръв. Той е унищожен когато Цар Студ и Абрака Даниел призовават демона и Фин счупва меча на 2, за да ги спаси. След като той счупва меча Фин прави копие на острието му от замразен гроздов сок осветен от „свещеник“ и побеждава демона. След това Фин е в депресия и се прави, че меча е здрав и се бие с дръжката му. Четвъртият меч на Фин е Тревния меч: Той е създаден от Тревния Магьосник и е прокълнат от демон на тревата. Той става част от ръката на Фин и може да се прибира на китката му подобно на гривна. Той е „унищожен“ по време на последната битка между Фин и Лич. Мечът се оказва част от новата ръка на Фин и излиза от бодила му, когато той или самия меч се чувства заплашен. Петият меч на Фин е Фин-мечът. Той е създаден при времеви парадокс, по време на плана за въскресение на майстора на желанията Призмо. Фин среща себе си в миналото и единият от тях не изчезва, а се превръща в меч. Този Фин живее в малкия син кристал на меча и чува и вижда всичко, което се случва близо до меча като нормален човек. Кристалът се счупва, когато Принцесата на крадците го открадва и го използва срещу истинския Фин. При самозащита той го счупва и малкия Фин изчезва. По-късно Фин пее песен с магическа дупка и малкия Фин се вижда танцуващ в кристала, което показва, че той е все още вътре. И двата меча са унищожени (Тревния и Фин-меча), след втория контакт между тях и образуването на Филиз. Шестия меч на фин е мечът подобен на този на Дрънкалко. Не е известно от къде Фин се е сдобил с него. |
| Кучето Джейк                    | Най-добрият приятел на Фин. Той е говорещо куче, което има магически сили да се разтяга и намалява, превъплъщавайки се във всякакви форми и почти във всякаква големина. Той е на 28 вълшебни кучешки години в сезон 1 и на около 40 в сезон 8. Той също обича приключенията. Обича да яде спагети и сладолед и да се бори със злото. Също така свири на виола с приятелката си Дъга Белорога. Майката на Джейк, Маргарет, и баща му, Джошуа, също са говорещи кучета, които са се борели със злото и са разгадавали мистерии. Той е на половина променящо формата си извънземно. Любимата му игра е Война с карти и е много чувствителен ако не побеждава. Той има тъмно престъпно минало. Прокълнат е от магьосник устата му да мирише на ванилия. Той има пет малки белороги-кученца Джейк Младша, Ти.Ви., Ким Кил Уан (ККУ), Виола и Чарли. Той има и една внучка Бронуин-дъщеря на ККУ. В бъдещето Чарли вижда, че той ще има поне още един внук - нейният бъдещ син Гиббон. |
| Принцеса Дъвколина Сладкодъвка  | Хибрид от розова дъвка и човешко ДНК. Тя е на 19 години (всъщност само изглежда на толкова – тя е на 827 години) и управлява Кралство Бонбония (което е създадено от самата нея). Понякога проявява много силни чувства към Фин, но в повечето случаи се отнася към него като към най-обикновен приятел. Тя е много умна и отговорна и брани народа на царство Бонбония. Има малък брат, Бонбоненият Дракон Неди. Майка им е Дъвката Майка, образувала се след войната. В един момент кралят на Ооо окупира кралството и тя временно живее в хижа построена от чичо ѝ Гъмбол. Там тя живее с Ментовия Иконом. В мини-сериите „Елементи“, тя е Елементала на Сладкишите и е най-силната от четирите (огън, лед, желе/трева и бонбони/захар). |
| Дъга Белорога                   | Дъгорог, кръстоска между дъга и еднорог. Тя говори на корейски език, но Джейк и Принцеса Сладкодъвка я разбират. Тя е добра приятелка на Принцеса Сладкодъвка. Обича да свири на виола и е гадже на Джейк. По-късно имат пет деца, които са кръстоска между куче и белорог. |
| Цар Студ (Саймън Петриков)      | Преди Гъбената война е историк, проф./доктор-археолог, учен и изследовател на древни артефакти, за които написва няколко книги. След като намира прокълната корона (тази, която носи на главата си), се сдобива с магически сили, като заедно с това полудява и външният му вид се променя, докато не се превръща в Ледения крал. Той е сред основните антагонисти в сериала, като отвлича принцеси, за да се ожени за тях. Короната му дава магически сили, с които контролира леда и може да лети благодарение на брадата си. Живее в Леденото Кралство (създадено от самия него) заедно с пингвини, често се чувства неразбран и самотен. След 4-ти сезон неговата роля в сериала става една от най-важните. Разказана е историята на неговия живот. Преди началото на войната той е известен учен. По време на работата си се запознава с бъдещата си жена - Бети. Сдобива се с Наръчника (Enchiridion), както и с короната на ледения елемент Евъргрийн някъде в Скандинавието. С помощта на Наръчника изучава Голб - върховния демон на Хаоса, който контролира случващото се в мулти вселената и другите измерения. Саймън започва да получава видения за миналото и бъдещето веднага след като слага короната на главата си. Те му разкриват тайните на леда и му обещават да го предпазят, когато светът се срине. Заради нея започва да полудява и жена му го напуска. Това е причина по-нататък в сериала да е толкова самотен и затова да отвлича принцеси. В оригиналната вселена Саймън не се намесва, за да спре ядрената война, но короната го спасява от разрухата. В новия апокалиптичен свят той открива Марселийн и започва да се грижи за нея, като за своя дъщеря. Използва короната, за да ги спаси от радиоактивни мутанти, опитващи се да ги убият. В крайна сметка лудостта му надделява и той напуска Марселийн, за да се увери, че няма да я нарани, като я оставя на грижите на биологичния ѝ баща, който е зает с управлението на подземното царство. Минават 1000 години. Саймън вече е познат като Цар Студ или Ледения крал. Той не помни нищо от миналото си, до момента в който създанието Белла Ноче не отнема магията на неговата корона. Той отново е нормален, но времето му е преброено, защото короната вече не го предпазва от смъртта. С помощта на Марселийн той отваря портал към миналото, за да се сбогува с Бети и да и прости, че го е напуснала. Тя минава през портала и се озовава 1000 години в бъдещето. Тя открива Белла Ноче и я побеждава, като така короната на Саймън си възвръща силата и той отново е Цар Студ. По-нататък неговата роля продължава да се развива, като той пак е на границата на лудостта и любовта, а съпругата му се опитва да го спаси. В последния епизод на сериала Бети се жертва, като използва короната, за да си пожелае да спаси Саймън, но тя се превръща в едно с Голб, като едновременно с това спасява и цялата Земя. |
| Марселин                        | Вампирско момиче на 1003 години (но изглежда на 18). Всъщност тя е хибрид между демон,човек и вампир, като баща ѝ е демон от Нощосферата, който обича да смуче души, а майка ѝ не е вампирка. Вместо кръв, изпива червеното от различни предмети. В някои епизоди тя има чувства към Фин. Въпреки че е вампирка, тя само се прави на зла. Умее да свири на китара и да пее. Също така чувства цар Студ като свой близък, защото я е защитавал и се е грижел за нея, когато тя е била малка, а той все още не е бил напълно полудял. Тя има бивш приятел Аш, когото тя ненавижда. В сезон 7 тя получава 8 епизода в които тя приключенства с Фин, Джейк и ПС. Там е разказана историята на вампирите. В последния епизод Марселийн се целува с Принцеса Сладкодъвка, като е известно, че и преди това те са имали връзка. |
| Принцеса Пихтиена Вселена (ППВ) | Тя е глезена и често саркастична, като това се случва най-вече щом скъсва с гаджето си Брад. Като всички принцеси, започва да харесва Фин. Живее в гората и понякога в хотел, защото ѝ е забранено да ходи в Пихтиеното Кралство. В мини-сериите „Елементи“ ППВ е Пихтиеният Антиелементал. |
| BMO                             | Интелигентна и чувствителна конзола за видео игри, живееща с Фин и Джейк. Тя/Той е техен приятел, камера, будилник и система за видео игри и може да вкарва хора в своите видео игри. |
| Принцеса Огън                   | Принцеса, а после и кралица на Огненото кралство. Тя е красива, но и много опасна за хората. Лесно се разгневява, но е добра. Когато се виждат за първи път с Фин, тя е очарована от него и започва малко по малко да го харесва. Фин също се влюбва в нея и взаимоотношенията им се разгорещяват в епизода „Огнена страст“. В епизода „Мраз и огън“ тя унищожава Леденото царство и къса с Фин, а в следващия епизод, „Земя и вода“, детронира баща си (който е зъл) и става кралица на Огненото кралство. В мини-епизодите „Елементи“, тя е Елементала на Огъня. |
| Кейк                            | Кейк котката е видоизменена, женска версия на Джейк. И тя като него има способностите да се разтяга и да си променя формата и размера. Нейният приятел е Лорд Монохромикорн (мъжката версия на Дъга Белорога). Кейк е измислена героиня от Цар Студ. |
| Фиона                           | Видоизменена, женска версия на Фин – Фиона момичето; когато е изправена срещу своята съперница – Царица Студина, тя е също толкова смела, влюбена в приключенията и невероятна, колкото е и мъжкият ѝ еквивалент. Тя е измислена от Цар Студ. |
| Принцеса Мускул                 | Най-силната принцеса. Има зелена кожа и мутирал глас. Прави косата си грозна, за да се забелязват мускулите ѝ̀. |
| Принцеса Желина                 | Лепкаво и слузесто същество от страната Ооо. В мини-серийте „Елементи“, тя е Елементала на Слузта. |
| Принцеса Костенурка             | Мила, внимателна, флегматична, има лесно раними чувства. Най-добрата приятелка на Принцеса Пихтиена Вселена. Работи в библиотеката. |
| Мини принцесата                 | Малка буболечка. Принцеса на буболечките. |
| Принцеса Хотдога                | Съчетание на дакел и хотдог. |
| Принцеса Закуска                | Мила, дружелюбна принцеса. Направена е от бекон, пържени яйца и печени филийки. |
| Принцеса Тост                   | Сестра на Принцеса Закуска. Представлява голям щрудел с писклив глас. |
| Принцеса Малинка                | Най-милата и добра принцеса в страната Ооо. Прави страхотен малинов пай. |
| Гюнтер                          | Гюнтер е името, с което цар Студ нарича всички свои пингвини-слуги, но го произнася по различен начин, в зависимост от личността на въпросния пингвин. |
| Гюнтелина                       | Друг пингвин на цар Студ. |
| Хоботина                        | Жълто слонче. Тя е стара и е страшно мила и любезна и прави любимия на Фин и Джейк ябълков пай. |
| Принцеса Парцалка               | Мило момиче от парцали. |
| Принцеса Дух                    | Дух на принцеса, убита преди много време от своя любим. Той го е направил, без да иска. Предишното ѝ име е Принцеса Войник.. |
| Принцеса Скелет                 | |
| Принцеса Хубавка                | Тя се е споминала от плешивост. |
| Принцеса Лакът                  | Принцеса с открадната част от тялото си. |
| 'Принцеса Зародиш/Ембрион       | Принцеса, живееща в лилаво мехурче. |
| Принцеса Изумруд                | Принцеса, носеща голям изумруд на главата си. |
| Принцеса Бисквитка              | Тя е сирак, има умствени проблеми и още от малка много иска да бъде принцеса като принцеса Сладкодъвка. Нейните единствени приятели са Шоколадовите капки, кръстени с имена – Чипър, Чиптън, Чиплър, Чипфейс и Чиполина. Те са буквално част от нея. |
| Голиад                          | Клонинг на Принцеса Сладкодъвка, направен от самата нея. Може да чете мислите на останалите. |
| Стормо                          | Клонинг на Фин, създаден от Принцеса Сладкодъвка. И той като Голиад може да чете мисли. |
| Ментовия Иконом                 | Икономът на Принцеса Сладкодъвка. Той е мил и любезен, но е зъл и непрекъснато се занимава с черна магия и тъмни сделки с демони и всякакви зли създания. |
| Лимондръж                       | Клонинг, направен от Принцеса Сладкодъвка. Той е умопобъркан, егоистичен, безмилостен и жесток. Той е крал и тиранин на Лимоненото кралство (в което цари глад, мизерия и робство). Изяжда своя брат-близнак Лимондръж 2 и всеки от своите поданици, който не изпълнява абсурдните му заповеди или просто се е опитал да избяга от кралството му. Вследствие на това става страшно дебел. Той мрази музиката и музикалните инструменти. |
| Лимондръж 2                     | Друг клонинг, направен от Принцеса Сладкодъвка. Тя го създава, за да не бъде Лимондръж самотен. За разлика от Лимондръж, Лимондръж 2 е добър, мил и състрадателен – той преборва злото и егоистичното у себе си. Заради това Лимондръж го изяжда първо наполовина (краката му и част от главата му), а после и изцяло. |
| Канелена кифла                  | Канелена кифла, живееща в кралство Бонбония, а по-късно в Огненото кралство. |
| Били                            | Митичен боец, който се бори със злото. По-късно Лич го убива и обсебва тялото му. |
| Лич                             | Чистото зло. Лич обсебва принцеса Сладкодъвка и за малко не я убива. После убива и обсебва Били. |
| Призмо                          | Обитател на Времевата стая, която е второто познато измерение. Изпълнява по едно желание на всеки, който дойде в стаята. Той прехвърля Фин от страната Ооо във Фермения свят (паралелна вселена, където Лич не съществува) и става приятел на Джейк. |
| Фин от Фермения свят            | |
| Джейк от Фермения свят          | |
| Дрънкалко                       | Старият робот за дъвки. Първоначално е обитател на царство Бонбония, но избягва по принуда в сметището. Фин му помага да го върне на работа в царство Бонбония. Бива смазан и унищожен от чудовище в края на сезон 7, но частите му са събрани и закрепени заедно и се възстановява в болницата. |
| Абрака Даниел                   | магьосник, добър приятел на Фин и Джейк, както и на Цар Студ. |
| Филиз                           | Тревна версия на Фин, създаден след сливането на малкия Фин от Фин-меча и на Демона на тревата от Тревния меч. |

## „Време за приключения“ в България
В България сериалът се излъчва от 16 януари 2012 г. по Cartoon Network. На 19 октомври 2012 г. започва нов сезон, всеки петък от 18:30. На 29 септември 2014 г. започва излъчването на нови епизоди с разписание всеки делничен ден от 19:55. През септември 2019 г. стартира отново, излъчва се всеки уикенд от 10:00 в предаването Туни Тюб.  Дублажът е синхронен и е на студио Доли. Екипът се състои от:
| Преводач            | Вилма Карталска |
| Озвучаващи артисти  | Ася Рачева (Фин) Емил Емилов (Джейк до първата половина на шести сезон) Стоян Цветков (Джейк след първата половина на шести сезон) Ненчо Балабанов (Джейк, вокал) Боряна Йорданова (Сладкодъвка, Бети, Царица Студина) Вилма Карталска (Марселин, Биймо, Фиона, Хоботина) Любомир Фърков (Цар Студ, Кейк) Петър Чернев (Г-н Кексче, Огнения Крал, Кюбър) Тодор Георгиев (Смърт, Маршъл Лий, Магьосник, ППВ) |
| Тонрежисьори        | Цветелина Цветкова Евгени Манев Илиян Апостолов Ясен Пенчев |
| Режисьор на дублажа | Даниела Горанова |